# Église Saint-Pierre de Romegoux
Pour les articles homonymes, voir Église Saint-Pierre.
L'église Saint-Pierre est une église catholique située à Romegoux, en France.

## Localisation
L'église est située dans le département français de la Charente-Maritime, sur la commune de Romegoux.

## Description

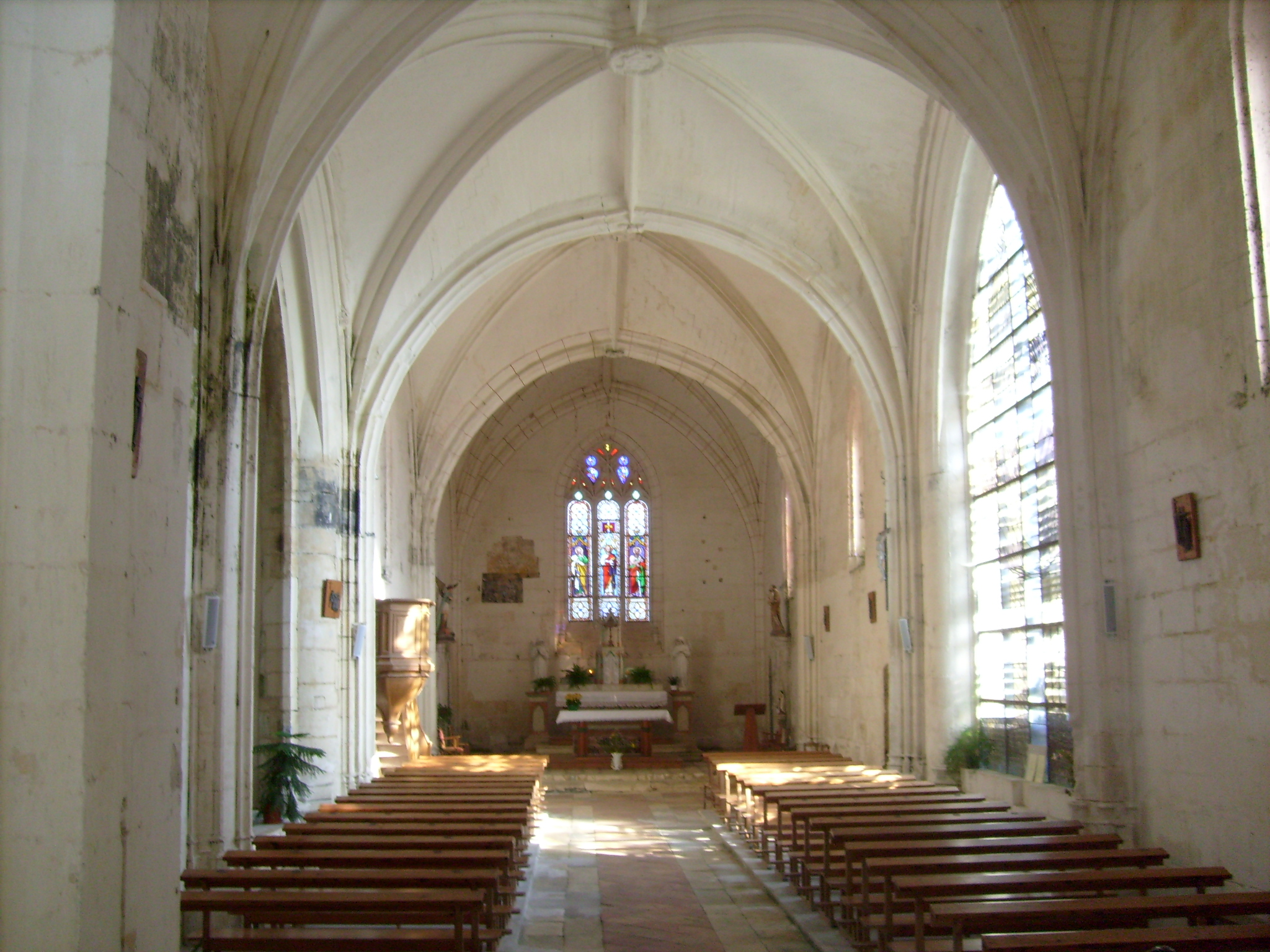
Voûtes angevines.

L'église, édifiée au XVe siècle, est un exemple homogène du gothique saintongeais, une forme tardive du gothique angevin. Elle est dominée par un imposant clocher-porche. Des fresques du XVIIIe siècle et un vitrail moderne (1993) dû à Gérard Lardeur sont visibles à l'intérieur.

## Protection
L'église Saint-Pierre est inscrite au titre des monuments historiques en 1931.

## Galerie de photos

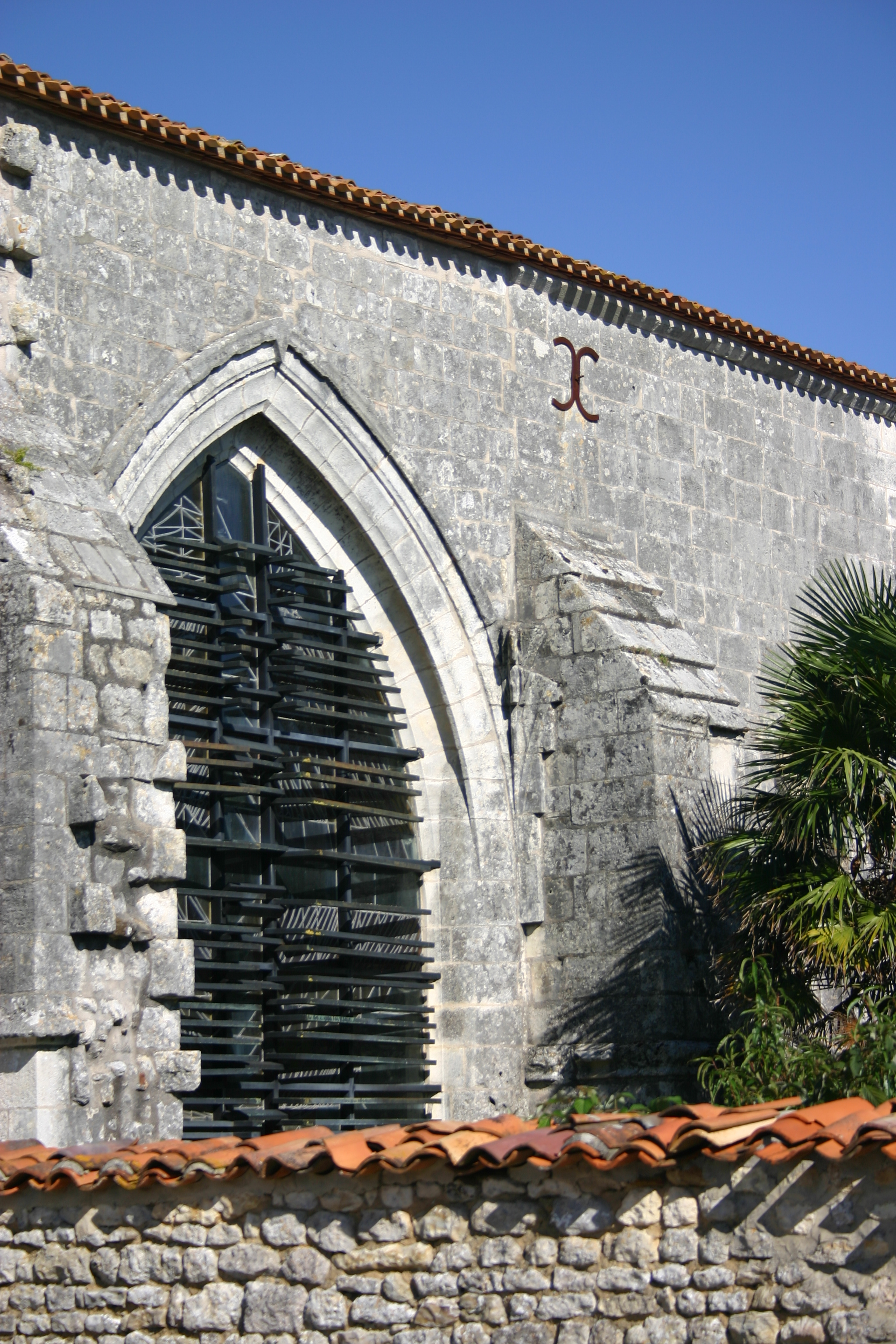
Grand vitrail (extérieur).